# Fonds Vandeul
Fonds Vandeul (los Fondos Vandeul) son una colección de papeles póstumos de Denis Diderot, que fueron hallados en 1948 por el gran romanista Herbert Dieckmann. Revolucionaron los estudios del enciclopedista y escritor francés en la segunda mitad del siglo XX.

## Hallazgo
En 1948, el historiador de la literatura, Herbert Dieckmann hizo un gran hallazgo de papeles de Denis Diderot en el castillo "Château des Ifs" (Seine-Maritime). Era un conjunto de importantísimos documentos, llamados desde entonces Fonds Vandeul, que habían sido guardados por los herederos de la hija de Diderot, Angélique de Vandeul.
El propio Dieckmann los reprodujo fotográficamente en Harvard y los depositó asimismo en la Biblioteca Nacional de Francia. Sobre el contenido de esos escritos, debe consultarse la descripción del romanista: Inventaire du fonds Vandeul et inédits de Diderot publicado en Ginebra, en 1951.

## Significado
Las peripecias de los libros de Denis Diderot fueron muy notables, hasta el punto de que se tradujeron a veces del alemán, al faltar el original francés. Pero afortunadamente el 'philosophe' entregaba siempre a su hija una copia de sus escritos, y estas copias son en buena parte lo recuperado, al cabo de siglo y medio, por lo que al fin pudieron fijarse sus textos.
Dieckmann puso, con ese trabajo, los fundamentos de la nueva edición internacional crítica y completa de la obra de Diderot —la más importante—, ayudado por Jean Fabre, con Jacques Proust y Jean Varloot (ambos desaparecidos ya): Diderot, Œuvres complètes, de 33 volúmenes. Se inició en 1975 dicha edición, denominada DPV (por homenaje a sus promotores) y ha continuado durante décadas, pero está a punto de concluir: pues el vol. 28 acaba de salir en noviembre de 2013, cuando se cumplía el tricentenario de su nacimiento.
Se considera a Dieckmann, pues, un verdadero pilar en los estudios  diderotianos, a los que además aportó gran lucidez crítica.
Gracias a ese trabajo también Arthur M. Wilson pudo hacer su gran biografía, Diderot (1957 y 1972), que sigue siendo la mejor actualmente, según se admite.
Los fondos Vandeul han revolucionado la indagación en el siglo XX sobre el más importante escritor e intelectual francés del XVIII, a juicio de muchos. De hecho las publicaciones sobre Diderot se multiplicaron vertiginosamente hasta llegado el siglo XXI.

## Enlaces
- Fondos
- Importancia